# اسمش هیتز
اسمش هیتز (انگلیسی: Smash Hits) یک مجله موسیقی بریتانیایی بود که جمعیت هدفش، بزرگسالان جوان بود که در آغاز توسط اسنشل منتشر می‌شد. این مجله از سال ۱۹۷۸ تا ۲۰۰۶ منتشر می‌شد و پس از اینکه مدتی به صورت ماهانه انتشار یافت، در بیشتر زمان حیات خود هر دو هفته یکبار منتشر می‌شد. پس از انحلال مجله، این نام به‌عنوان برندی برای یک وب سایت و همچنین یک کانال تلویزیونی دیجیتال اسپین‌آف باقی ماند که البته بعدها به باکس هیتز تغییر نام داد. یک ایستگاه رادیویی دیجیتال نیز به همین نام موجود بود که البته در ۵ اوت ۲۰۱۳ بسته شد. سبک نقدهای مجله در ابتدا جدی بود، اما از اواسط دهه ۱۹۸۰ به‌طور فزاینده‌ای توهین‌آمیز شد. شیوه‌های مصاحبه‌اش در آن زمان خود بدیع بود و به‌جای توجه به بزرگی نام‌ها، اغلب آنها را به سخره می‌گرفت و به جای صحبت دربارهٔ موسیقی، سؤالات عجیبی از آنها می‌پرسید. نام اولیهٔ مجله که توسط روزنامه‌نگاری به‌نام «نیک لوگان» بنیان نهاده شد، در آغاز «تب دیسکو» بود. فروش این مجله در اواخر دهه ۱۹۸۰ به اوج خود رسید. در اوایل این دهه به‌طور منظم ۵۰۰٬۰۰۰ نسخه در هر شماره می‌فروخت که تا سال ۱۹۸۹ به بیش از یک میلیون نسخه رسید. فروش در طول دهه ۱۹۹۰ رو به کاهش گذاشت و تا سال ۱۹۹۶ طبق گزارش‌ها فروشش تقریباً ۱۰۰٬۰۰۰ شماره در سال، کاهش می‌یافت تا آنکه در زمان انحلال و تعطیلی‌اش به حدود ۱۲۰٬۰۰۰ رسید.